# نادي فلازنيا لكرة السلة
نادي فلازنيا لكرة السلة هو فريق كرة سلة ألباني للمحترفين تأسس في سنة 1919 يقع مقره في شقودرة. يلعب في الدوري الألباني لكرة السلة.

## الإنجازات
- الدوري الألباني لكرة السلة: 9[2]

1967، 1990، 1993، 1997، 1998، 2000، 2014، 2014–15، 2015–16
- كأس ألبانيا لكرة السلة: 12[3]

1957، 1958، 1966، 1967، 1968، 1981، 1985، 1994، 1996، 1998، 2014، 2015
- كأس السوبر الألبانية لكرة السلة: 1[4]

1999